# Pteromalus phycidis
Pteromalus phycidis är en stekelart som först beskrevs av William Harris Ashmead 1898.  Pteromalus phycidis ingår i släktet Pteromalus och familjen puppglanssteklar. Inga underarter finns listade i Catalogue of Life.